# Triplophysa nujiangensa
Triplophysa nujiangensa és una espècie de peix de la família dels balitòrids i de l'ordre dels cipriniformes.

## Morfologia
Els mascles poden assolir els 7,3 cm de longitud total.

## Distribució geogràfica
Es troba al riu Salween (Xina).